# Hedwig: Los fríos lagos de la muerte
Hedwig: Los fríos lagos de la muerte (en neerlandés, Van de koele meren des doods) es una película holandesa de drama y suspenso de 1982, dirigida por Nouchka van Brakel y basada en la novela homónima de Frederik van Eeden. El Libro y película dan cuenta de una mujer burguesa que lucha con su sexualidad. La película es conocida internacionalmente como Hedwig: The Quiet Lakes y The Cool Lakes of Death. La película fue seleccionada como la entrada holandesa a la Mejor película en lengua extranjera en los 55.ª edición de los Premios Óscar, pero no fue nominada.

## Sinopsis
Trágica historia de una mujer rica cuyos deseos sexuales la convierten en prostituta, trabajando en las calles de París durante la década de 1880.

## Producción
La película fue producida por Matthijs van Heijningen, con quien van Brakel había trabajado anteriormente, sobre todo en Zwaarmoedige verhalen voor bij de centrale verwarming (1975). El presupuesto era pequeño, unos E900.000 en la moneda actual, lo que provocó un conflicto entre Van Brakel y Van Heijningen. El primero estaba preocupado por la integridad artística, el segundo por el dinero; Van Heijningen criticó públicamente a la directora y su personal (los llamó aficionados perezosos en una importante revista de cine holandesa), lo que provocó un paro laboral. Van Heijningen se disculpó, nuevamente públicamente, y se reanudó el trabajo; después, sacó un anuncio de página completa y felicitó a la tripulación; ellos hicieron lo mismo.
Varias escenas de la película se rodaron en el Hof van Moerkerken en Mijnsheerenland, donde vivió Frederik van Eeden en el siglo XIX.

## Reparto
- Renée Soutendijk como Hedwig Marga 'Hetty' de Fontayne[6]
- Derek de Lint como Ritsaart (Richard Delmonte)[7]
- Adriaan Olree como Gerard Johannes Hendrikus Wijbrands
- Erik van 't Wout como Johan
- Peter Faber como Joop
- Claire Wauthion como Hermana Paula / Madre
- Krijn ter Braak como Padre
- Lettie Oosthoek como Institutriz
- Kristine de Both como Leonora
- Huub Stapel como Herman[8]
- Siem Vroom como El profesor de Religión
- Rudolf Lucieer como Médico general

Nota: El actor holandés Hans van Tongeren fue elegido inicialmente como Johan, el personaje que se suicida, pero se suicidó justo antes de que comenzara la filmación.

## Recepción
La película es elogiada como un "melodrama de época atractivo". Las críticas fueron positivas y, con 602.637 entradas, fue la película holandesa con mayor asistencia de 1982. La emisora holandesa VARA incluyó la película en el puesto número 10 en una lista de las mejores películas holandesas del siglo XX, y el sitio de películas NeerlandsFilmdoek.nl la incluyó en el puesto 56 de 258.